# Турц-Бей
Турц-Бей (рум. Turț-Băi) — село у повіті Сату-Маре в Румунії. Входить до складу комуни Турц.
Село розташоване на відстані 451 км на північний захід від Бухареста, 32 км на північний схід від Сату-Маре, 136 км на північ від Клуж-Напоки.

## Населення
За даними перепису населення 2002 року у селі проживали 109 осіб.
Національний склад населення села:
| Національність | Кількість осіб | Відсоток |
| -------------- | -------------- | -------- |
| румуни         | 81             | 74,3%    |
| угорці         | 28             | 25,7%    |

Рідною мовою назвали:
| Мова      | Кількість осіб | Відсоток |
| --------- | -------------- | -------- |
| румунська | 82             | 75,2%    |
| угорська  | 27             | 24,8%    |